# Circle the Drain
Circle the Drain è un brano musicale della cantante statunitense Katy Perry, pubblicato il 10 agosto 2010 come singolo promozionale dal suo secondo album Teenage Dream e promosso dall'etichetta discografica Capitol Records. Il singolo è stato scritto da Katy Perry, Christopher "Tricky" Stewart e Monte Neuble e prodotto dal secondo. È entrato alle posizioni numero 30, 36 e 58 nelle classifiche rispettivamente del Canada, della Nuova Zelanda e degli Stati Uniti.
Il testo di Circle the Drain parla della continua assunzione di droghe di un ex fidanzato, che è la causa della tensione creatasi nella coppia. Molti media hanno poi riportato che la persona in questione è Travie McCoy. I critici si sono divisi sulla canzone: alcuni hanno considerato la cantante un'ipocrita, sentendo il testo degli altri brani sull'album, mentre altri hanno trovato positivo il fatto che la cantante abbia mostrato un altro lato di sé.
Katy Perry ha scritto Circle the Drain con Christopher "Tricky" Stewart e Monte Neuble per il suo terzo album, Teenage Dream, uscito ad agosto 2010. In tutto, diciassette persone hanno contribuito alla realizzazione della traccia. I critici affermano che Circle the Drain parla della passata relazione che ha avuto la cantante con il frontman dei Gym Class Heroes Travie McCoy. Quando gli è stata chiesta la sua opinione sulla canzone, Travie McCoy ha ammesso di averne sentito parlare, ma di non averla mai ascoltata, commentando: "Ho sentito che è uscita una sua canzone che parla di me o delle mie vecchie abitudini o qualunque altra cosa. La vedo in questo modo: sono semplicemente meravigliato che avrà finalmente una canzone con un po' di sostanza sul suo disco. Ben fatto."
Katy Perry ha cantato questa canzone durante il suo secondo tour, il California Dreams Tour, come canzone di apertura del terzo atto, chiamato Katy Cat.

## Tracce
Download digitale
1. Circle the Drain - 4:32

## Classifiche
| Classifica (2010) | Posizione massima |
| ----------------- | ----------------- |
| Canada            | 30                |
| Nuova Zelanda     | 36                |
| Stati Uniti       | 58                |